# Tono
Pour les articles homonymes, voir Tono (homonymie).
Tono est une ville fantôme, située dans le comté de Thurston, dans l’état de Washington. Il s'agit d'une ville minière créée en 1907 par la Washington Union Coal Company, une filiale de la Union Pacific Railroad, pour fournir du charbon à ses locomotives à vapeur.
À son apogée dans les années 1920, la ville compte plus de 1000 habitants, 125 maisons, un hôtel, un hôpital et une école.